# Dąbrowa (hromada Tłumacz)
Dąbrowa (ukr. Діброва) – wieś na Ukrainie w rejonie tłumackim obwodu iwanofrankiwskiego, nad Dniestrem.
Wieś wymieniona w księgach sądu galicyjskiego z 7 marca 1447 r.